# 板倉昭二
板倉 昭二（いたくら しょうじ、1959年4月4日 - ）は、日本の心理学者、同志社大学赤ちゃん学研究センター長、京都大学名誉教授。専門は発達科学。

## 経歴
大分市生まれ。1983年横浜国立大学教育学部卒業、1989年京都大学大学院理学研究科霊長類学専攻（京都大学霊長類研究所）博士後期課程修了、「チンパンジーによる人称代名詞の使用」で理学博士。1992年大分県立芸術文化短期大学講師、助教授、1998年大分県立看護科学大学助教授、2000年10月京都大学大学院文学研究科助教授、2007年准教授、2010年教授。2019年京大を早期退官、名誉教授、同志社大学赤ちゃん学研究センター長。

## 著書
- 『自己の起源 比較認知科学からのアプローチ』金子書房 1999
- 『「私」はいつ生まれるか』ちくま新書 2006
- 『心を発見する心の発達（心の宇宙）』京都大学学術出版会 2007

### 共編
- 『こころのしくみ 現代教養心理学』編 学術図書出版社 1992
- Diversity of Cognition : Evolution, Development, Domestication, and Pathology 藤田和生共編 京都大学学術出版会 2006
- 『ロボットを通して探る子どもの心 ディベロップメンタル・サイバネティクスの挑戦』北崎充晃共編著 ミネルヴァ書房 2013
- 『発達科学の最前線』編著 ミネルヴァ書房 2014

翻訳
- P.ロシャ『乳児の世界』開一夫共監訳 ミネルヴァ書房 2004

## 論文
- Cinii